# Cantonul Buchy
Cantonul Buchy este un canton din arondismentul Rouen, departamentul Seine-Maritime, regiunea Haute-Normandie, Franța.

## Comune
| Comune                     | Populație (1999) | Cod poștal | Cod INSEE |
| -------------------------- | ---------------- | ---------- | --------- |
| Bierville                  | 259              | 76750      | 76094     |
| Blainville-Crevon          | 1.113            | 76116      | 76100     |
| Bois-Guilbert              | 185              | 76750      | 76107     |
| Bois-Héroult               | 140              | 76750      | 76109     |
| Boissay                    | 268              | 76750      | 76113     |
| Bosc-Bordel                | 440              | 76750      | 76120     |
| Bosc-Édeline               | 284              | 76750      | 76121     |
| Bosc-Roger-sur-Buchy       | 650              | 76750      | 76127     |
| Buchy                      | 1.150            | 76750      | 76146     |
| Catenay                    | 651              | 76116      | 76163     |
| Ernemont-sur-Buchy         | 187              | 76750      | 76243     |
| Estouteville-Écalles       | 374              | 76750      | 76248     |
| Héronchelles               | 89               | 76750      | 76359     |
| Longuerue                  | 280              | 76750      | 76396     |
| Morgny-la-Pommeraye        | 892              | 76750      | 76453     |
| Pierreval                  | 328              | 76750      | 76502     |
| Rebets                     | 110              | 76750      | 76521     |
| Saint-Aignan-sur-Ry        | 281              | 76116      | 76554     |
| Sainte-Croix-sur-Buchy     | 545              | 76750      | 76571     |
| Saint-Germain-des-Essourts | 352              | 76750      | 76581     |
| Vieux-Manoir               | 650              | 76750      | 76738     |